# Cridersville
Cridersville is een plaats (village) in de Amerikaanse staat Ohio, en valt bestuurlijk gezien onder Auglaize County.

## Demografie
Bij de volkstelling in 2000 werd het aantal inwoners vastgesteld op 1817.
In 2006 is het aantal inwoners door het United States Census Bureau geschat op 1752, een daling van 65 (-3,6%).

## Geografie
Volgens het United States Census Bureau beslaat de plaats een oppervlakte van
2,4 km², geheel bestaande uit land. Cridersville ligt op ongeveer 270 m boven zeeniveau.

## Plaatsen in de nabije omgeving
De onderstaande figuur toont nabijgelegen plaatsen in een straal van 12 km rond Cridersville.